# Gorno Krusje (Makedonszki Brod)
Gorno Krusje (macedónul: Горно Крушје) település Észak-Macedóniában, a Délnyugati körzet Makedonszki Brod-i járásában.

## Népesség
| Lakosok száma | 417  | 419  | 382  | 327  | 192  | 80   | 66   | 44   | 9    |
|               | 1948 | 1953 | 1961 | 1971 | 1981 | 1991 | 1994 | 2002 | 2021 |

2002-ben 44 lakosa volt, akik mindannyian macedónok.